# Molodijne, Mîhailivka
Molodijne (în ucraineană Молодіжне, în germană Marienheim) este un sat în comuna Mareanivka din raionul Mîhailivka, regiunea Zaporijjea, Ucraina. Satul a fost locuit de germanii pontici.   

## Demografie
Componența lingvistică a localității Molodijne
     Ucraineană (77,62%)
     Rusă (21,9%)
     Alte limbi (0,48%)
Conform recensământului din 2001, majoritatea populației localității Molodijne era vorbitoare de ucraineană (77,62%), existând în minoritate și vorbitori de rusă (21,9%).